# Microregione di Pato Branco
Pato Branco è una microregione del Paraná in Brasile, appartenente alla mesoregione di Sudoeste Paranaense.

## Comuni
È suddivisa in 10 comuni:
- Bom Sucesso do Sul
- Chopinzinho
- Coronel Vivida
- Itapejara d'Oeste
- Mariópolis
- Pato Branco
- São João
- Saudade do Iguaçu
- Sulina
- Vitorino